# Grup de Casablanca
El Grup de Casablanca va ser una organització d'estats africans amb governs d'ideologia panafricana que va existir a principis dels anys 60 del segle xx. El grup es componia de set estats, majoritàriament nord-africans, amb governs radicals d'esquerres; Algèria, Egipte, Ghana, Guinea, Líbia, Mali i el Marroc. El conflicte i posterior entesa entre aquest grup i el Grup de Monrovia van ser el germen de la creació de l'Organització per la Unitat Africana (actual Unió Africana).

## Història

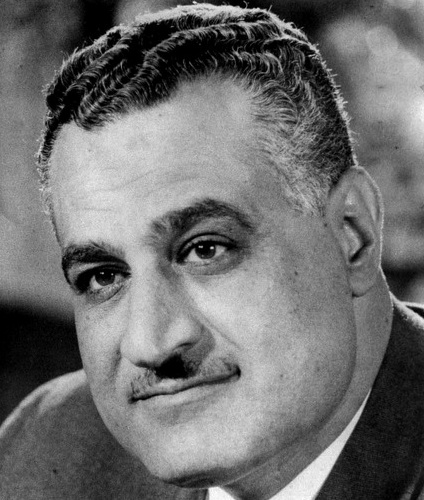
Gamal Abdel Nasser, president d'Egipte el 1968.

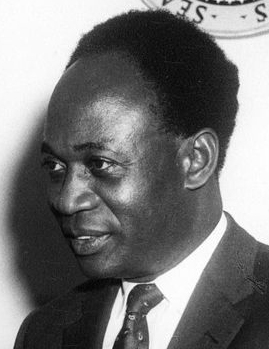
Kwame Nkrumah, president de Ghana el 1961.

El grup es va reunir per primera vegada el 1961 a la ciutat marroquina de Casablanca, que donaria nom a l'aliança. Aquesta conferència va reunir a alguns dels lders més destacats del continent com Gamal Abdel Nasser d'Egipte, Kwame Nkrumah de Ghana i Sékou Touré de Guinea.
El principal punt d'unió entre aquests grups era una creença en la necessitat d'una unificació o federació política entre els estats africans. Creien que només una integració significativa i profunda, com la que s'estava produint a Europa a través de la Unió Europea, permetria a l'Àfrica derrotar el colonialisme, aconseguir la pau, fomentar el diàleg cultural, augmentar la influència geopolítica del continent i promoure el desenvolupament econòmic. En altres paraules, creien en una transferència important dels poders dels governs estatals nacionals cap a una autoritat supranacional panafricana. Nkrumah va advocar fins i tot per l'establiment d'un exèrcit panafricà que podria desplegar-se per lluitar contra el colonialisme o els governs totalitaris de la minoria blanca en tot el continent. El seu famós lema panafricà era "Africa ha d'unir-se!"
Tanmateix, el Grup de Casablanca no va tenir èxit. La majoria de la resta de líders africans no van donar suport a aquest canvi radical i es van imposar les idees del seu rival, l'anomenat Grup de Monròvia, que també creia en el panafricanisme, però no a costa del nacionalisme i la independència estatal. El 1963 es va establir l'Organització de la Unitat Africana (OUA), que va unir tots els membres dels grups de Casablanca i de Monròvia, que deixaren les seves diferències de banda. Després de dècades de funcionament, l'OUA (actualment la Unió Africana) només ha aconseguit una limitada integració i unitat dels seus estats membres, cosa que reflecteix en gran manera els valors del Grup de Monròvia i la repudiació de les idees del Grup de Casablanca.
A banda dels desacords sobre la naturalesa de la unitat africana, els dos grups també van donar suport a bàndols contraris en la Guerra Civil algeriana i la Guerra Civil del Congo. En el primer, mentre que els membres del Grup Casablanca es van comprometre a donar suport al Front d'Alliberament Nacional que lluitava per la independència algeriana de França, el Grup de Monròvia va donar suport als seus enemics francesos.